# 香港神的教會
香港神的教會（英語：The Church of God in Hong Kong，原名「香港的教會」），成立於1968年，旗下信徒約五千人，20處聚會點遍佈港九新界，當中總部位於272號荔灣花園地下上層7號。

## 歷史
1960年代，一名為余光昭的基督徒在沙田協助弟兄會的牧師開始發展；1970年代，在藍田培成小學聚會，余光昭連同一班基督徒向村內兒童傳福音。1970年代中後期，他們拓展工作到荃灣，吸引大量工廠工友及區內中學生。現在，香港神的教會已擴展到不同類別人士。
1982年，香港神的教會開始香港以外地區的傳教工作，首先踏足從澳門，建立了澳門神的教會。超過三十年的差傳，據稱已在五十九個海外城市建立教會。香港神的教會與一般基督教的宗派不同，世界各地的教會並非獨立自養，他們實行一種「全地合一」、「一城一會」的教會模式。
1983年成立非牟利慈善團體光愛中心。2015年間投資地產，在5個月間賺取逾千萬。

## 事件

### 愛樂奇蹟
香港神的教會在2017年1月1日舉辦了名為「愛樂奇蹟」，6125人在亞洲國際博覽館一同彈奏小結他，打破了健力士世界紀錄。2017年8月13日，再次舉辦了「愛樂奇蹟之再創高峰」活動，以8,065人再次打破最多人一同彈奏小吉他的金氏世界紀錄。

### 異端誹謗訴訟
香港浸信會聯會（浸聯會）曾於2015年9月擬辦「辨惑歸正」課程，内容包括認識基督教異端，該課程之宣傳海報、報名表格及網頁内容，把「香港神的教會」列爲基督教異端之一。香港神的教會就此入稟，控告有關機構及人士誹謗，要求浸聯會道歉澄清及賠償。
2017年末，香港神的教會和第三被告（愛群道浸信會）達成和解協議。愛群道浸信會表示雙方會面後，更了解因他們張貼海報，對香港神的教會造成傷害，並真誠地表示遺憾。他們也表示海報内容有關香港神的教會的部份，並不代表其立場。
2018年4月20日，香港神的教會與浸聯會達成和解協議，雙方網站刊登「澄清道歉啟事」（由浸聯會會長莫江庭牧師署名）。啟事指，浸聯會擬辦課程的文稿，失誤指香港神的教會為異端，令該會形象嚴重受損，深表歉意，並即撤回異端的言論，免礙香港神的教會事工。此外，浸聯會亦賠償香港神的教會部分法律費用。

## 資料來源
1. 1 2  . www.christianstudy.com.   [2017-11-07]. （原始内容存档于2017-11-20）. （页面存档备份，存于）
2. ↑  . www.churchofgod.org.hk.   [2017-01-12]. （原始内容存档于2017-01-13）. （页面存档备份，存于）
3. ↑  . llhome.org.hk.   [2017-01-12]. （原始内容存档于2017-01-16）. （页面存档备份，存于）
4. ↑   (新闻稿).   [2021-07-09]. （原始内容存档于2021-07-09）.
5. ↑  . miracleofmusic.hk.   [2017-01-12]. （原始内容存档于2017-01-16）. （页面存档备份，存于）
6. ↑  . on.cc東網 (新闻稿).   [2017-01-12]. （原始内容存档于2018-10-02）.
7. ↑  . Guinness World Records.   [2017-11-06]. （原始内容存档于2017-01-18） （英国英语）. （页面存档备份，存于）
8. ↑  . christiantimes.org.hk.   [2018-07-24]. （原始内容存档于2018-07-24）. （页面存档备份，存于）
9. ↑  Herald, The Gospel. . 基督日報-全球華人基督教新聞每日更新 - 美國基督教新聞,華人基督教新聞. 2018-07-06  [2018-07-24]. （原始内容存档于2018-09-11） （美国英语）. （页面存档备份，存于）

## 外部連結
- 光愛中心網站
- 愛樂奇蹟網站